# Kisstadion
Das Kisstadion (deutsch Kleines Stadion) ist ein Eissportstadion in der ungarischen Hauptstadt Budapest. Es ist eine der letzten regelmäßig genutzten Freiluft-Eishockeyarenen der Welt. Die Wettkampfstätte hat eine offizielle Zuschauerkapazität von 15.000 Plätzen. Es liegt in direkter Nachbarschaft zum Fußballstadion Puskás Aréna.

## Geschichte
Der Bau begann im August 1959. Die Arbeiten wurden durch Soldaten und Gerät der ungarischen Streitkräfte unterstützt. Die Eröffnung fand zwei Jahre später mit einem Eishockey-Länderspiel zwischen Ungarn und Rumänien (2:5) statt. Das Eisstadion bietet heute auf den Rängen Platz für 15.000 Besucher. Zu Konzerten hält das Kisstadion 16.800 Plätze für die Zuschauer bereit. Neben Eishockey wird die Eisfläche für Eiskunstlauf sowie Shorttrack-Veranstaltungen genutzt. In den Sommermonaten dient die Freiluftarena als Ort für verschiedene Sport-, außer Fußball, und Kulturveranstaltungen wie Holiday on Ice im August 1967, verschiedene Boxkämpfe oder Spiele der Basketball-Showtruppe Harlem Globetrotters.
In den 1960er Jahren machten die Weltmeisterschaften im Gewichtheben 1962, die Eiskunstlauf-Europameisterschaften 1963 und die Basketball-Europameisterschaft der Damen 1964 im Stadion Station. Die Eiskunstlauf-Europameisterschaft im Kisstadion war die letzte unter freiem Himmel. Sie wurde durch starken Schneefall behindert.
Im Jahr 1988 erhielt das Stadion neue Umkleidekabinen, eine neue Flutlichtanlage, die auch Fernsehübertragungen ermöglichte sowie eine Pressetribüne für die Radio- und Fernseh-Kommentatoren.

## Konzerte
Über die Zeit war das Kisstadion auch Bühne für Konzerte.
- 28. Mai 1967: The Nashville Teens
- 07., 8., und 9. Juli 1967: The Spencer Davis Group
- 07. Juli 1968: Traffic
- 29. und 30. Juli 1972: Free
- 19. Aug. 1977: Omega
- 16. Sep. 1977: Suzi Quatro
- 08. Sep. 1979: Omega
- 05. August 1980: Omega
- 05. Sep. 1980: Omega
- 14. und 15. Aug. 1981: Kraftwerk
- 06. und 7. Sep. 1982: Uriah Heep
- 14. Juni 1986: Railway, Talon, Tokyo Blade, Pokolgép
- 27. Juni 1986: Opus
- 20. Aug. 1987: Helloween, Ossian
- 15. Mai 1988: Saxon
- 02. Sep. 1988: KISS, Edda Művek
- 26. Mai 1989: The Cure
- 12. Juni 1991: Bob Dylan
- 07. Juli 1991: INXS
- 08. Juli 1992: Roxette
- 27. Juni 1993: Brian May
- 01. Juli 1993: Carlos Santana
- 23. Mai 1996: Sting
- 25. Juni 1996: Red Hot Chili Peppers
- 20. Juni 1997: Joan Baez, Emerson, Lake and Palmer
- 03. Juni 1998: Coal Chamber, Black Sabbath, Helloween, Pantera
- 18. Juni 1998: Joe Cocker
- 06. Juli 1998: Deep Purple
- 26. Juli 1998: Chuck Berry, Little Richard, Jerry Lee Lewis
- 18. Juni 1999: Mike Oldfield
- 09. Juli 1999: R.E.M., dEUS
- 07. Juni 2000: Iron Maiden
- 19. Mai 2000: Jazz+Az
- 12. Juni 2000: Sting
- 04. Sep. 2000: Enrique Iglesias
- 12. Juni 2001: Eros Ramazzotti
- 12. Sep. 2001: Depeche Mode
- 22. Sep. 2001: Tom Jones
- 29. Sep. 2001: Natalia Oreiro
- 04. Juni 2002: Carlos Santana
- 15. Juni 2002: Roger Waters
- 16. Juni 2002: Jamiroquai
- 28. Juni 2002: Supertramp
- 04. Juni 2003: Iron Maiden
- 29. Mai 2004: Ákos
- 17. Juni 2005: Rod Stewart
- 27. Mai 2006: Tankcsapda
- 03. Juni 2006: Omega
- 14. Feb. 2016: Super Honden

## Galerie

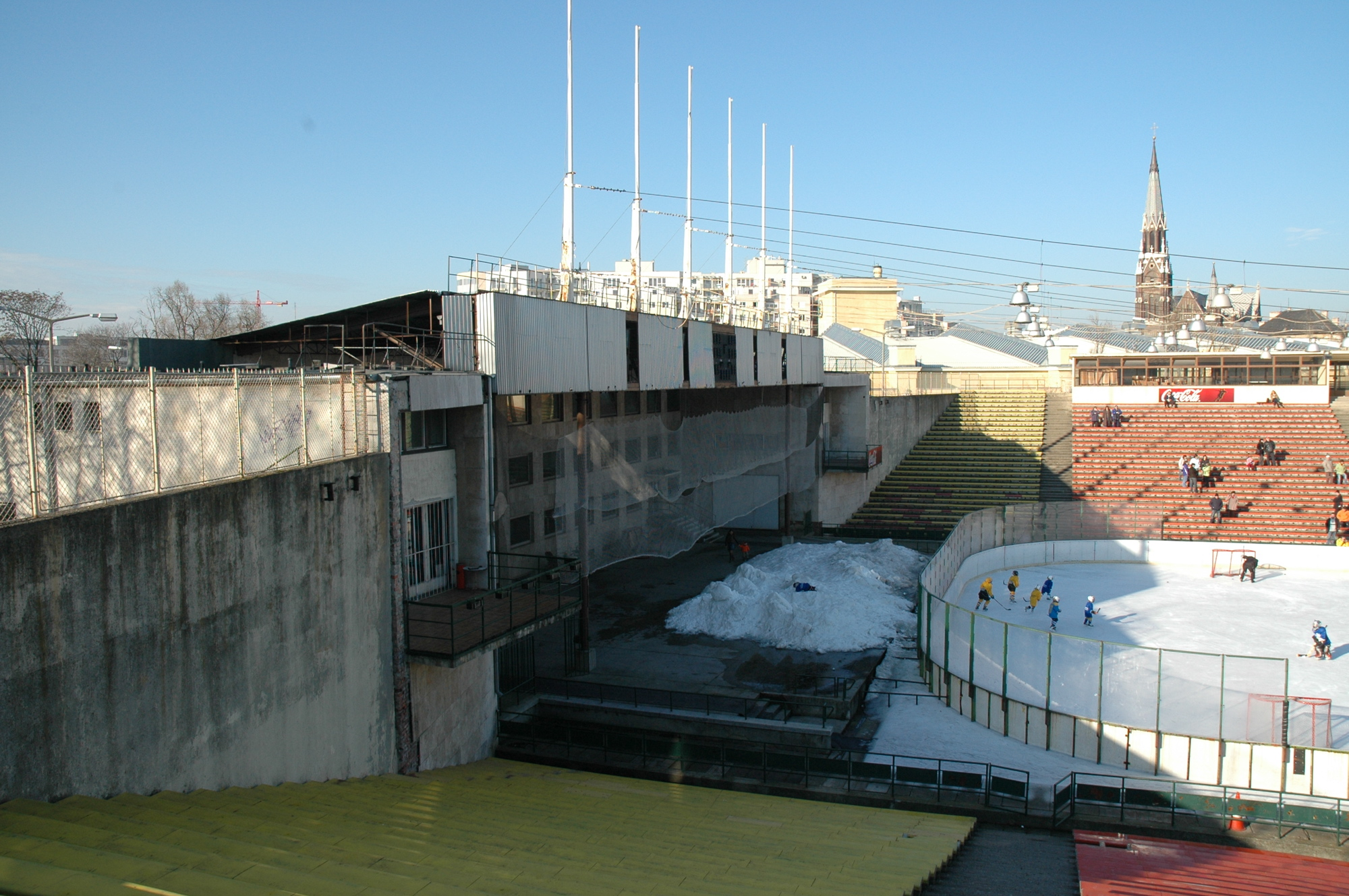
Südliches Ende des Kisstadions
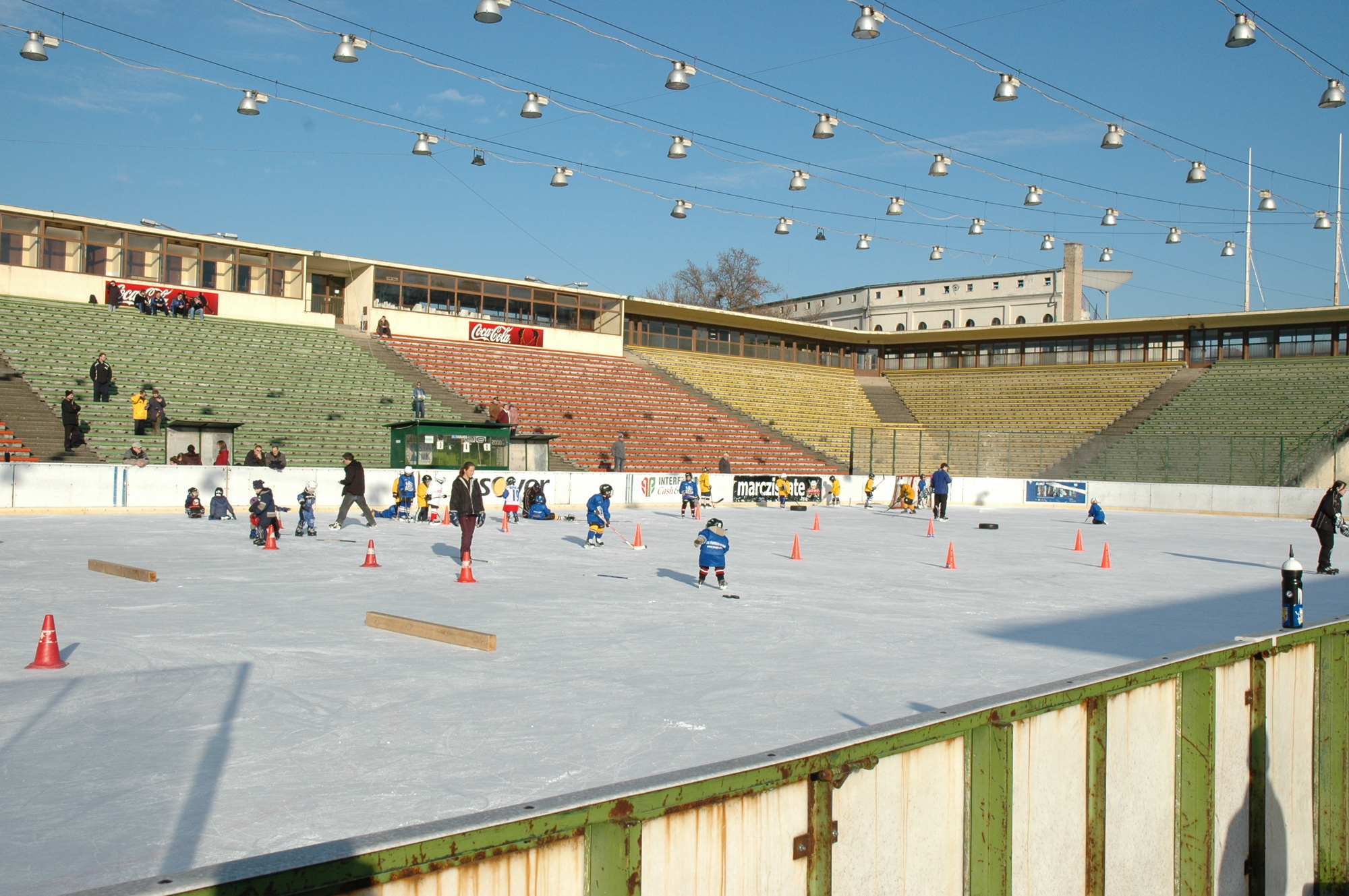
Training der Mini-U10 vom MAC Népstadion Budapest